# مظاهر ثقافية للتواصل
تتأثر عملية التواصل إلي حد كبير بالثقافة والمتغيرات الثقافية. يشير فهم المظاهر الثقافية للتواصل إلي مدى المعرفة بالثقافات المختلفة للتواصل بفعالية مع الأشخاص أصحاب الثقافات المقابلة. ترتبط المظاهر الثقافية للتواصل في عالمنا هذا الذي أصبح قرية عالمية ببعضها على نحو وثيق، ويرجع الفضل في ذلك إلى العولمة. تعد المظاهر الثقافية للتواصل هي الاختلافات الثقافية التي تؤثر على التواصل عبر الحدود. وفيما يلي توضيح لأثر الاختلافات الثقافية على عناصر التواصل:
1) 1) التواصل الشفهي يشير إلي نمط التواصل الذي يستخدم الألفاظ المنطوقة والمكتوبة للتعبير عن الآراء والأفكار ونقلها. وتعد اللغة هي الأداة الأكثر أهمية في التواصل الشفهي وهي المنطقة التي يلعب فيها الاختلاف الثقافي دوره. لكل دولة لغة مختلفة، ولكي تتوصل إلى فهم أفضل للثقافة المختلفة كان لزامًا أن تتمتع بمعرفة بلغات مختلف الدول.
2) التواصل غير الشفهي هو مفهوم ذو نطاق واسع ويشمل كل الأنماط الأخرى للتواصل الذي لا يستخدم الألفاظ المكتوبة أو المنطوقة. يتخذ التواصل غير الشفهي الأشكال التالية:
- دراسة اللغة المصاحبة وهي الصوت المشارك في التواصل غير اللغة الفعلية ويشمل النبرة وطبقة الصوت والإشارات الصوتية إلخ. ويشمل أيضًا الأصوات الحلقية ويتأثر كل هذا كثيرًا بالاختلافات الثقافية عبر الحدود.
- القربيات وهو شكل يتعامل مع مفهوم عامل المكان أو المساحة في التواصل. تشرح القربيات المناطق الأربعة للمساحات وهي تحديدًا المساحة الشخصية الودودة والاجتماعية والعامة. يختلف هذا المفهوم باختلاف الثقافات إذ تختلف المساحة المسموح بها في البلاد المختلفة.
- علم الإشارات الظاهرية غير اللفظية وهو يختص بدراسة التواصل أو الإشارات غير اللفظية التي تظهر من خلال الإكسسوارات الشخصية الملبوسة والتي تختلف بحسب الثقافة إذ يتبع الأشخاص أنماط أزياء مختلفة.
- علم الأزمنة ويتعامل مع مظاهر وقت التواصل ويتضمن أيضًا الأهمية المعطاة للوقت. وتتمثل بعض الأمور التي توضح هذا المفهوم في الوقفات والسكنات وتأخر الرد أثناء التآثر. يتأثر هذا المظهر من مظاهر التواصل أيضًا بـ الاختلافات الثقافية إذ من المعروف جيدًا أن هناك اختلاف كبير في قيمة الوقت حسب تقدير الثقافات المختلفة.
- دراسة حركات الجسد وهو علم يتعامل في المقام الأول مع لغات الجسد مثل أوضاع الجسد وحركات اليد وإيماءات الرأس وحركات الأرجل إلخ. تُستخدم نفس الحركات في مختلف البلاد لتدل على رسائل مختلفة. أحيانًا تدل حركات جسدية معينة على شيء جيد في بلد ما بينما تدل على معنى سلبي في ثقافة أخرى.

لذلك فللتواصل بفعالية حول العالم من المستحسن أن يكون لك معرفة بالاختلافات الثقافية التي تؤثر على التواصل.